# نموذج تحويل النص إلى فيديو
نموذج تحويل النص إلى فيديو هو نموذج تعلُّم آلي يستخدم وصفًا باللغة الطبيعية كمدخل لإنتاج فيديو ذي صلة بالنص المُدخل.  كان التقدم، المحرز خلال عشرينيات القرن الحادي والعشرين في توليد مقاطع فيديو عالية الجودة معتمدة على النصوص، مدفوعًا إلى حد كبير بتطوير نماذج انتشار الفيديو. 